# Neoptere
Neopterele (Neoptera) este o infraclasă, care cuprinde insecte aripate, la care aripile în stare de repaus sunt repliate pe abdomen. 
Paleopterele, insectele cele mai vechi, își țin aripile numai în lături, ca aripile de la avion, nu le pot aduce deasupra abdomenului, de exemplu libelula. Neopterele însă, insecte mult mai noi, au evoluat, în sensul că au căpătat posibilitatea de a da aripile înapoi deasupra abdomenului, aripile anterioare acoperind pe cele posterioare. 
Termenul de Neoptera a fost propus în 1923 de Martynov (1879 - 1938), un entomolog și paleontologul rus.

## Taxonomie
Cuprinde două supraordine principale: Exopterygota și Endopterygota, împărțite în numeroase ordine:
Supraordinul Exopterygota
- Ordinul Blattodea
- Ordinul Mantodea
- Ordinul Isoptera
- Ordinul Zoraptera
- Ordinul Grylloblattodea
- Ordinul Dermaptera
- Ordinul Plecoptera
- Ordinul Orthoptera
- Ordinul Phasmatodea
- Ordinul Embioptera
- Ordinul Mantophasmatodea
- Ordinul Psocoptera
- Ordinul Phthiraptera
- Ordinul Hemiptera
- Ordinul Thysanoptera

Supraordinul Endopterygota
- Ordinul Miomoptera †
- Ordinul Megaloptera
- Ordinul Raphidioptera
- Ordinul Neuroptera
- Ordinul Coleoptera
- Ordinul Strepsiptera
- Ordinul Mecoptera
- Ordinul Siphonaptera
- Ordinul Protodiptera †
- Ordinul Diptera
- Ordinul Trichoptera
- Ordinul Lepidoptera
- Ordinul Hymenoptera